# Wóz ognisty
Wóz ognisty (ang. Riders in the Chariot) – powieść autorstwa australijskiego noblisty Patricka White'a, wydana w 1961.
Tytuł powieści zaczerpnięto z biblijnej Księgi Ezechiela. Wóz ognisty to rozbudowana, wielowątkowa panorama australijskiego społeczeństwa w pierwszej połowie XX wieku. Bohaterami tej powieści są kolejne fale imigrantów przybywających na Antypody, ale także Aborygen Alf Dubbo oraz cudem uratowany z Holocaustu niemiecki Żyd Mordechaj Himmelfarb. Kwartet głównych postaci dopełniają dwie kobiety: obłąkana staruszka Miss Mary Hare oraz gospodyni domowa Ruth Godbold. Wszyscy – z różnych względów, np. kolor skóry czy wyznanie – są outsiderami w ówczesnym społeczeństwie. Wraz z Himmelfarbem do Australii docierają wojenny koszmar oraz moralne dylematy odległej Europy. Akcja książki rozgrywa się w fikcyjnym miasteczku Sarsaparilla.
Wóz ognisty został uhonorowany Nagrodą im. Miles Franklin.